# Casa de Salud de Mujeres Carolina Doursther

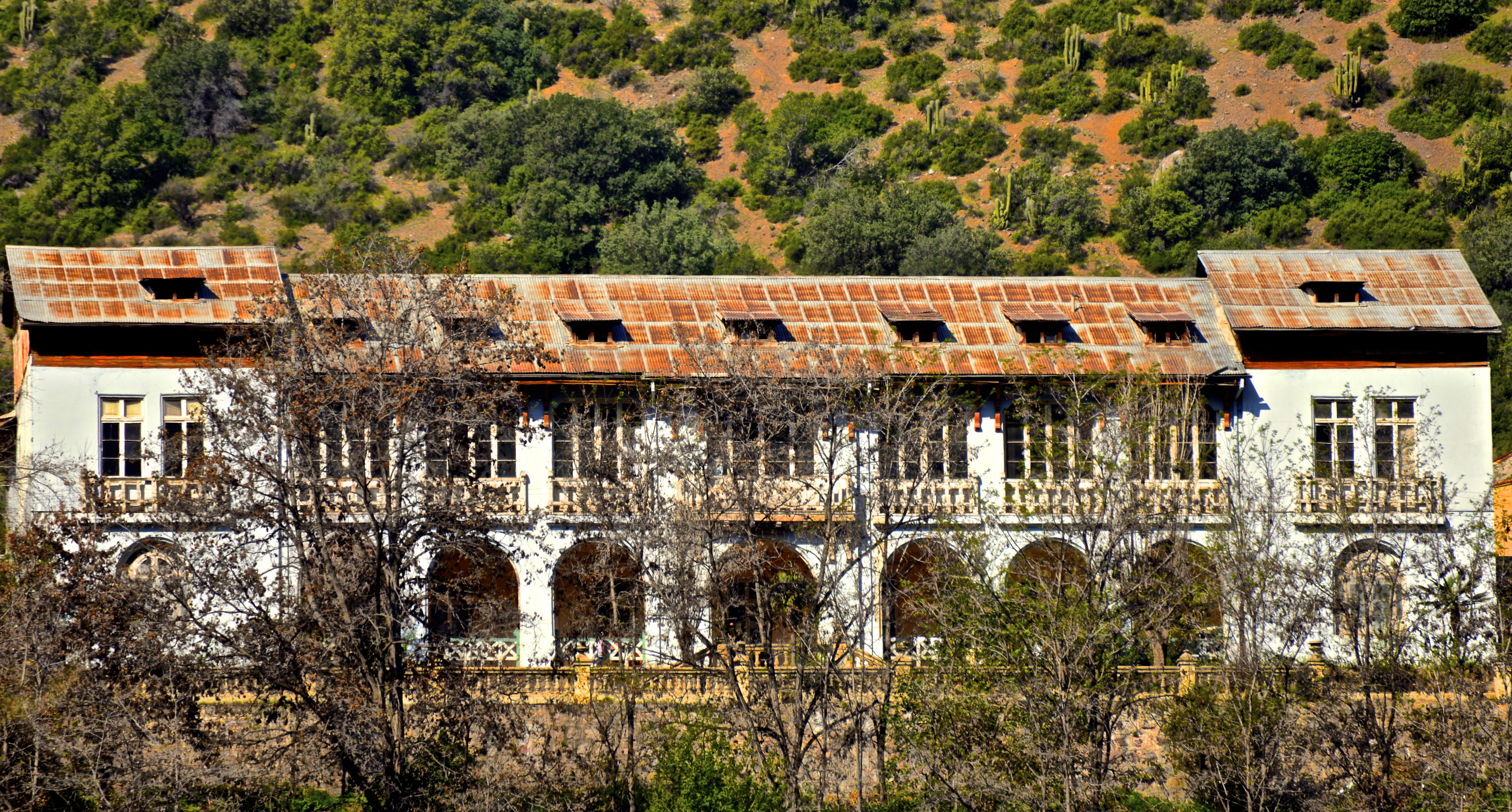
Vista frontal del monumento.

La Casa de Salud de Mujeres Carolina Doursther se ubica en la comuna de San José de Maipo en la región Metropolitana de Santiago, Chile. Se declaró Monumento Nacional de Chile, en la categoría de Monumento Histórico, mediante el Decreto Exento N.º 672, del 24 de agosto de 2004.

## Historia
La Casa de Salud se construyó hacia 1830 por Juan Doursther, y luego pasó a manos de su hija, Carolina Doursther. En su testamento Carolina consignó la donación del establecimiento a la comunidad. Su hijo, Juan Tocornal Doursther, materializó sus deseos al entregar la casona a la Junta de Beneficencia de Santiago en 1911.
La construcción se convirtió en un espacio terapéutico por obra del arquitecto Ricardo Larraín Bravo. El clima cordillerano del lugar lo hacía ideal para el tratamiento de enfermedades pulmonares, como la tuberculosis. En efecto, la misma Carolina Doursther logró manejar su enfermedad pulmonar crónica en este establecimiento. De este modo, el 28 de septiembre de 1919 se inauguró como el primer sanatorio para este tipo de afecciones. El edificio contaba con dos pisos, pero poseía una extensión de tres pisos en los extremos, que se demolió luego del terremoto de 1958. Las 25 habitaciones del hospital se distribuyeron en el segundo y tercer piso. El establecimiento contaba con agua potable, alumbrado eléctrico y calefacción de agua potable.
Luego del cierre de la Casa de Salud, los pacientes fueron trasladados al Sanatorio Laennec. En 1929 el edificio reabrió como un sanatorio específico para casos de tuberculosis curable, con cerca de 50 camas. En 1944 la Junta de Beneficencia cedió el hospital al Servicio Médico Nacional de Empleados. Con la fusión de los organismos de salud en 1979, el sanatorio pasó a manos del Servicio de Salud Metropolitano Sur Oriente, año en que se establece su nueva función como centro hospitalario.

## Descripción
El edificio se encuentra en la parte alta de la ciudad de San José de Maipo, a 1090 metros de altura. Posee un estilo ecléctico y se caracteriza por el trabajo de carpintería en los antepechos de los balcones y las barandas de madera en la fachada principal.